# آرفندازام
آرفندازام (انگلیسی: Arfendazam) دارویی از مشتقات بنزودیازپین است. آرفندازام یک بنزودیازپین ۱ و ۵ است که اتم های نیتروژن آن در موقعیت های ۱ و ۵ حلقه دیازپین قرار دارند و به همین دلیل با سایر ۱ و ۵ بنزودیازپین ها مانند کلوبازام ارتباط نزدیکی دارد.
آرفندازام دارای اثرات آرام بخش و ضد اضطرابی مشابه با سایر مشتقات بنزودیازپین است، اما یک آگونیست جزئی در گیرنده های گاباآ است، بنابراین اثرات آرام بخش نسبتاً خفیف است و تنها در دوزهای بسیار بالا اثرات شل کننده عضلانی ایجاد می کند.
آرفندازم یک متابولیت فعال لوفندازام تولید می کند که تصور می شود مسئول بخشی از اثرات آن باشد.